# یواس‌اس رامبلر (اس‌پی-۲۱۱)
یواس‌اس رامبلر (اس‌پی-۲۱۱) (به انگلیسی: USS Rambler (SP-211)) یک کشتی بود که طول آن ۱۷۷ فوت (۵۴ متر) بود. این کشتی در سال ۱۹۰۰ ساخته شد.